# Heva Coomans

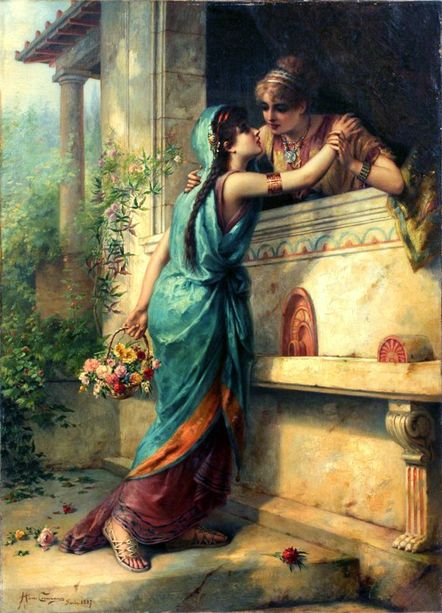
Deux femmes italiennes

Héva Coomans (Paris, 1er mai 1860 - Manhattan, 14 juillet 1939) est une peintre franco-américaine, fille du peintre Joseph Coomans (1816-1889) et d'Adelaide Lacroix (1838-1884), sœur de la peintre Diana Coomans (1861-1952) et du poète Oscar Coomans (1848-1884).
Héva Coomans apprend la peinture dans l'atelier son père. Elle crée des peintures représentant les scènes de vie de la Rome antique. En 1910, elle émigre avec sa sœur Diana aux États-Unis et y reste pour la vie.
Ses œuvres sont exposées dans de collections privées d’art européen et américain, elles apparaissent également dans la revue allemande « Gartenlaube » dans les années 1887-1894.